# Xã Morgan, Quận Owen, Indiana
Xã Morgan (tiếng Anh: Morgan Township) là một xã thuộc quận Owen, tiểu bang Indiana, Hoa Kỳ. Năm 2010, dân số của xã này là 1.237 người.